# 栃煌山雄一郎
栃煌山 雄一郎（とちおうざん ゆういちろう、1987年3月9日 - ）は、高知県安芸市出身で春日野部屋に所属した元大相撲力士。本名は影山 雄一郎（かげやま ゆういちろう）、愛称はカゲ。身長188cm、体重155kg、血液型はA型。得意手は右四つ・寄り・もろ差し・押し。最高位は東関脇（2010年11月場所、2015年7月 - 2016年1月場所）。好物は豚カツ。趣味は読書、寝ること。いわゆる「花のロクイチ組」の1人。現在は年寄・清見潟。

## 人物

### 入門前
影山が相撲を始めたのは小学2年生の時であり、父親に頼んで地元の安芸少年相撲クラブに入団した。小さい頃から体が大きく同級生たちと比べても頭ひとつふたつ抜きん出ていたが性格はおっとりとしていた。父方の祖父が相撲好きということもありテレビの大相撲中継をよく観ていた。また安芸市は相撲が盛んな町だったため自然と角界への憧れは育まれていった。だが虫を怖がるなど臆病な面を持ち合わせていた影山は相撲の稽古でも弱音を吐いてばかりいた。「はじめは稽古がきつくて、休みが1日もなかった。それで相撲が嫌いになって、逃げてばかりいました」と本人が当時の様子を証言しており、上級生に引き戻されては「やめたい」と嘆くことを繰り返していた時期もあったという。母親はそんな影山を「いつまで続くやろうね」というぐらいの気持ちで見守っていた。相撲を習い始めた頃は相当期待薄であったようであり、両親が初めて稽古を見に行った時の影山は自分よりも小さい子と組み合っては「痛い」「触るな」「あっちいけ」と叫びながら相撲を取っており、当時これを見た両親は「ダメだ、これは」と落胆してその場を後にしたという。それでも影山は負けず嫌いの性格で相撲をやめず、日々の稽古を積んでいくうちに精神的にも逞しく成長していき、4年生になると「やめたい」と漏らすこともなくなった。4年次からわんぱく相撲の全国大会に出場するようになり、6年時にはわんぱく相撲大会でベスト16、全日本小学校相撲優勝大会ではベスト8に入るなど実績を挙げるようになった。わんぱく相撲の全国大会に出場した際には相撲部屋に宿泊した経験もあり、4年時は鏡山部屋、5年時は北の湖部屋。そして6年時には後の所属先である春日野部屋に泊まった
。
その後当時相撲部の監督を務めていた吉田道彦を「稽古の鬼」と仰ぎその吉田の指導を受ければ自分は強くなれると信じて安芸市立安芸中学校に進学する。吉田は入学前から影山に光るものを感じていたが差し身が自然にできていたことに関して「差したり、まわしをとることで楽を覚えたら、雄一郎の伸びが止まると思った。」と感じ、投げや相手を崩す技は全く教えずひたすらぶつかり稽古を課して出足を鍛えた。中学2年時に全国中学校体育大会（以下、全中）の団体戦決勝で1-2と惜敗したことをきっかけに吉田は影山の母親や学校にも協力を仰ぎ増量を敢行し、1日5食の食事稽古をこなした結果として2年夏の時点で75kgしかなかった体重を1年後に120kgまで伸ばした。こうした努力が実り、準々決勝で宿敵・澤井豪太郎（現・年寄「武隈」、元大関・豪栄道）を寄り切るなどの活躍を果たしたことで3年時の全中団体戦を制し、個人戦でも中学横綱のタイトルを得る。
明徳義塾高進学後も、小学校時代からのライバル埼玉栄高の澤井と切磋琢磨して、良き関係を築いた。高校時代は浜村敏之監督（当時）の指示の下にあっても稽古には難なくついて行き、自身が「一番きつかった」と語る腕立て伏せによって肩関節が鍛えられ、それまで脱臼しやすかった肩が負傷することもなくなった。1年生の時には既に春日野部屋に勧誘され、最初は1学年下の立野（のちの十両・千代桜）をスカウトしに来たのかと思っていたが親方から「今のお前じゃ幕下にも勝てないな。でも、鍛えれば強くなるよ」と本音で誘ってくれたと思って気持ちが傾いた。3年生の秋に春日野部屋に体験入門したが、本当に部屋の幕下には勝てなかった。

### 入門から新入幕まで
大学進学も検討していたが、高校卒業直前には2005年1月場所に澤井と同時に初土俵を踏む。入門当初はおっつけや摺り足に課題があり、稽古で改善を重ねていった。そうして初土俵から勝ち越しを続け、同年11月場所では7戦全勝で三段目優勝を果たし、翌2006年1月場所に幕下へ昇進し、西幕下3枚目の位置まで番付を上げた同年5月場所では5勝2敗という好成績を挙げたものの、幕下に陥落する力士が少なかったために場所後の十両昇進はならなかった。翌7月場所でも東幕下筆頭の位置で6勝1敗という好成績を挙げて、初土俵から1回も負け越すことなく、翌9月場所において新十両へ昇進した。初土俵から所要10場所での十両昇進は貴花田・朝青龍・露鵬・時天空と並ぶ史上9位タイのスピード記録となった。また、十両昇進と同時に四股名を本名の「影山」から「栃煌山」へと改めた。「栃煌山」という四股名は、春日野親方と母親が相談して決めた。春日野部屋の多くの力士がつける「栃」、そこから煌めいて欲しいとの思いを込めて「煌」、そして本名の影山から「山」をとり、「栃煌山」となったま。また当初は「とちおうやま」と読ませる予定だったが、実母の「濁点を含んだほうが力強く聞こえる」と言う提案を踏まえ「とちおうざん」となった。実は栃煌山自身は、記者会見当日まで四股名を知らされておらず、「記者の人たちに“四股名、どう思いますか?”“どういう由来ですか?”と言われたのですが、その時に初めて聞いたので返答に困りました」という。
新十両の昇進会見では、色紙に「横綱になる」と記している。十両昇進当時は将来の横綱昇進は確実とまでその才能を評価され「和製朝青龍」とその才能を表現する向きもあった。
新十両となった2006年9月場所では9勝6敗と勝ち越し、西十両2枚目の位置まで大きく番付を上げた翌2007年1月場所では10勝5敗の好成績を挙げ、霜鳥と豊響との優勝決定戦に進出した。優勝決定戦は豊響が制して十両優勝はならなかったものの、翌3月場所において新入幕を果たした。初土俵から13場所での新入幕は旭富士・貴花田・武蔵丸・豊真将に続き史上9位タイのスピード記録となった。

### 入幕から三役昇進まで
新入幕の場所に際して栃煌山は幕内の勝ち越しを目標に掲げていたが、師匠の春日野親方（元関脇・栃乃和歌）は期待を込めて10勝と敢闘賞獲得を命じた。その2007年3月場所では前に出る相撲が冴えて、終盤まで優勝争いに参加する活躍を見せ、11勝4敗の好成績を挙げて初の敢闘賞を受賞した。西前頭4枚目の位置へ昇進した翌5月場所では6勝9敗と自身初となる負け越しを経験した。続く7月場所では左肩関節を脱臼して11日目から休場し、翌9月場所では10日目の時点で7勝3敗という成績を挙げていながら、11日目から5連敗を喫して7勝8敗と負け越してしまった。のちにこの不振を栃煌山が「その頃は（顔を）張られたら、すぐに横向いてしまって、当たり削がれちゃうことがあったんです。ひとりがそれをやったら、それを見た他の力士も張ってくるようになった。“幕内は研究してくるんだな”と思いましたね」と振り返った様子が伝えられている。

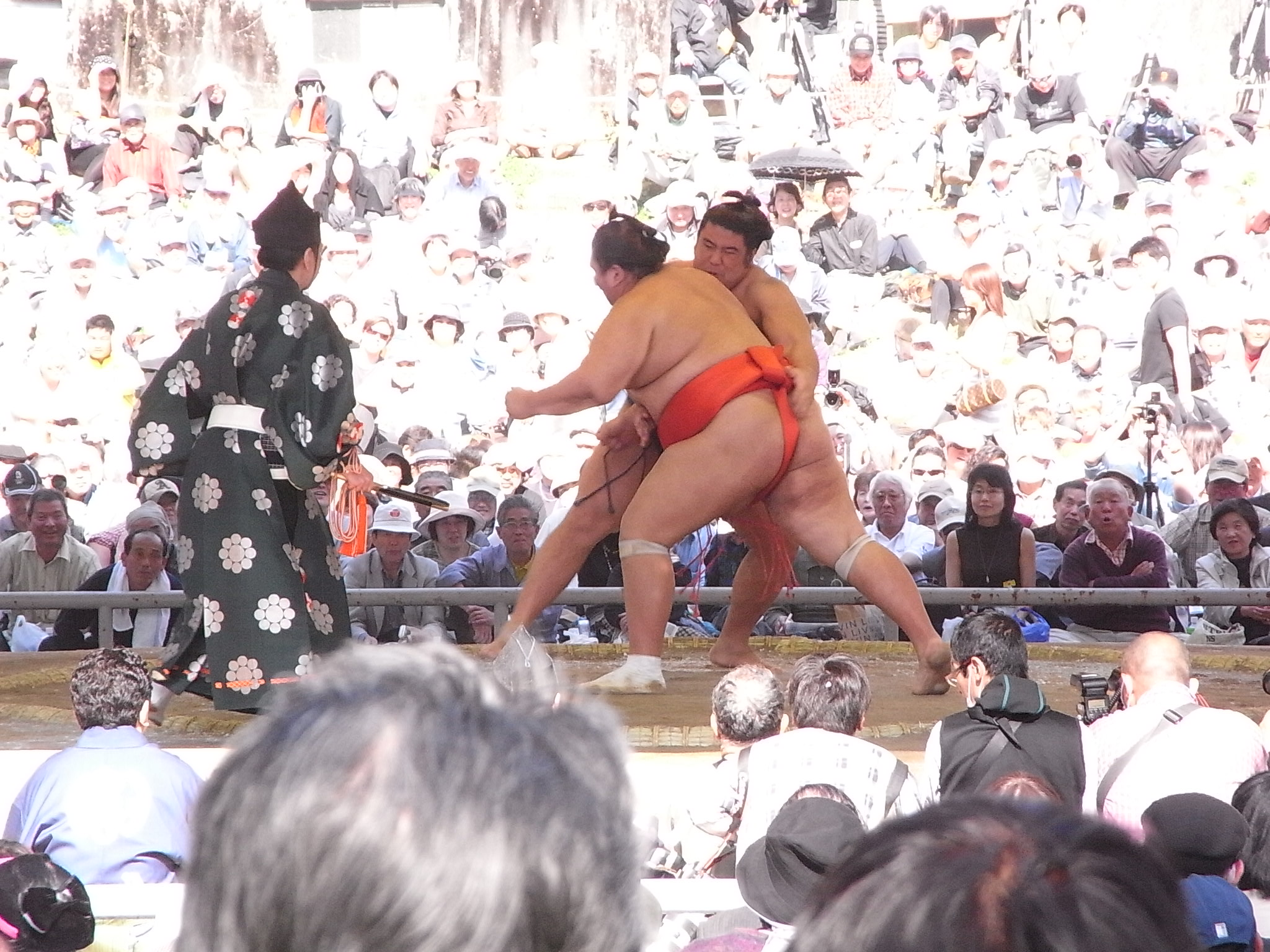
靖国神社奉納相撲での栃煌山関（2008年4月10日撮影）

翌2008年1月場所では8勝7敗と新入幕の場所以来となる勝ち越しを果たし、続く3月場所では初日から7連勝して11勝4敗という好成績を挙げて初の技能賞を獲得した。2009年1月場所では初日から8連勝して10勝5敗の好成績を挙げ、自己最高位となる西前頭2枚目まで番付を上げた翌3月場所でも序盤に3大関を破る活躍で8勝7敗と勝ち越しを決め、翌5月場所に新三役となる西小結へと昇進した。その5月場所では6勝9敗と負け越し、平幕へ陥落した翌7月場所では場所の中盤に風邪を引いて体調を崩してしまい、初日から13連敗して2勝13敗という惨敗を喫してしまった。

### 大関候補へ
2010年5月場所で6場所ぶりに西小結へ復帰し、その5月場所では7勝8敗と負け越したものの、東前頭筆頭の位置で迎えた翌7月場所では9勝6敗と勝ち越し、翌9月場所で西関脇へ昇進した。その9月場所では魁皇・日馬富士・琴欧洲という3大関を破る活躍で、11勝4敗と自身初となる三役での二桁勝利を挙げて2回目の技能賞を獲得した。東関脇となり、大関昇進への足固めが注目された翌11月場所では5日目までは4勝1敗と順調な成績だったものの、6日目から7連敗して結果的に7勝8敗と負け越してしまい、東小結となった翌2011年1月場所でも6勝9敗と負け越して三役から陥落した。
2011年1月場所後に定年退職した清見潟親方（元前頭・大竜川）に代わり年寄名跡・清見潟を取得した。同年11月場所は4日目の安美錦戦で踝付近を痛め、10日目の若荒雄戦で悪化させてしまい、11日目から右足関節捻挫（外側靭帯損傷）のために休場した。
2012年5月場所では、東前頭4枚目の位置で9日目に早々に勝ち越しを決め、10日目に旭天鵬と11日目に豊ノ島に敗れたものの、12日目には単独で優勝争いの先頭を走る大関・稀勢の里を破り、14日目には新大関の鶴竜を破る活躍を見せ、千秋楽まで優勝争いに絡んだ。千秋楽では対戦相手の琴欧洲が休場したために不戦勝で、同じ3敗で並ぶ稀勢の里と旭天鵬のそれぞれの本割の勝敗を待つ形となり、その結果、千秋楽に勝利した旭天鵬との12勝3敗での史上初の平幕同士の優勝決定戦となった。優勝決定戦では旭天鵬に敗れて優勝はならなかったが、2回目の敢闘賞を受賞。2010年11月場所以来となる関脇へ復帰した翌7月場所では4勝11敗という大敗に終わったものの、翌9月場所では10日目に白鵬を破り自身初となる金星を獲得し、9勝6敗と勝ち越しを決めて初の殊勲賞を受賞。11月場所では3大関に勝ち10勝。三役に復帰した2013年1月場所でも3大関（鶴竜・稀勢の里・琴奨菊）を破るなど8勝7敗と勝ち越し、新関脇だった2010年9月場所以来となる三役での勝ち越しを果たすと翌3月場所は4大関（琴欧洲・琴奨菊・稀勢の里・鶴竜）を総なめにする活躍で10勝5敗と2010年9月場所以来の三役での二桁勝利を挙げた。7月場所でも3大関に勝ち10勝。栃煌山はこの年に、年6場所中5場所で三役を務めるなど安定感を増した一年となった。
小結で迎えた2014年1月場所では11勝4敗の好成績を収め、3月場所では2場所ぶり関脇に復帰したが豪栄道と琴欧洲の両関脇も勝ち越していたため、2011年9月場所以来の3関脇となった。5月場所は横綱・鶴竜と大関・琴奨菊を破り、10勝5敗と新関脇だった2010年9月場所以来となる関脇での二桁勝利を挙げた。7月場所は場所前の稽古で痛めた左肩に苦しめられ7日目まで2勝5敗と振るわず、相撲協会に「反復性左肩関節亜脱臼で1カ月間の休養を要する」との診断書を提出して中日以降を休場した。東前頭8枚目まで後退した9月場所は怪我の影響でぶっつけ本番で挑んだものの、千秋楽までの6連勝もあって11勝4敗と復調ぶりを見せた。次の11月場所は東前頭筆頭まで番付を回復し、この場所では6日目まで1勝5敗と足踏みしたものの、そこから追い上げて千秋楽に勝ち越しを果たした。栃煌山は場所を終えて「（今年は）けがのない場所がなかった。壊れない体にしたい」と2014年の総括と今後に対する意気込みを語っていた。翌2015年1月場所は小結に復帰（西小結）。その場所は千秋楽に負け越しが決定したが、大関・琴奨菊と横綱・鶴竜を破った。東前頭1枚目で迎えた3月場所で10勝を挙げ、一場所で三役に返り咲く。東小結として迎えた5月場所は8勝7敗と勝ち越し、7月場所は東関脇として10勝を挙げ、殊勲賞を獲得。その後も関脇の地位を守っていたが、2016年1月場所で7勝8敗と負け越し、平幕落ちの危機となるも他の力士の成績の関係上小結として3月場所を迎えた。しかし3月場所も大関以上には全敗を喫するなど調子が上がらず4勝に留まった。2016年7月場所では前頭筆頭で土俵に上がり、3日目に横綱・鶴竜に勝利し金星を記録。優勝争いをしていた綱取りの稀勢の里を破るなど3大関を倒し8勝7敗で三役復帰への勝ち越しとした。12月8日に行われた冬巡業大牟田場所では稀勢の里と三番稽古をして2勝8敗と圧倒される様子が報じられた。2017年1月場所は足の故障の影響もあり、3勝12敗と本来の姿からは程遠かった。3月場所で大阪入りする前は治療に専念。中国針を5cm以上も体内に刺し「声が出るほど痛かったけど、やったあとは楽になった」としっかり戦える体になって場所を迎えた。およそ6年ぶりの二桁番付となる東前頭10枚目まで番付を落とした3月場所は、本来の調子ではないもの下位力士との地力の違いを見せつけ9日目にこの場所の平幕で第一号となる勝ち越しを果たした。11日目の時点で10勝1敗と好調だったが、12日目に妙義龍に敗れて優勝争いから後退すると、残りも全て敗れて結局10勝5敗だった。因みにこの場所ではまわしを締める位置も、3cmほど高くした。「先場所までは腹がまわしの上に乗って、背中が反って腰に負担があった」という。5月場所は9日目の稀勢の里戦で金星を獲得。「（稀勢の里は）けがはしていますが、本当に強い。そういう相手に力の限りを出して勝ったのは良かったし、満足」と金星獲得についての感想を取組後に述べている。稀勢の里戦終了時点で5勝4敗であったがこの取組以外では三役以上には勝てず、終盤失速して6勝9敗の負け越し。7月場所はその辺りの地位に上がってくる星の力士が少なかったため、幸運にも1枚半下降の西前頭5枚目の地位で踏みとどまった。その7月場所は14日目に白鵬が13勝目を挙げて3敗であった自身の優勝の可能性が無くなるまで優勝争いに加わり、最終的に12勝3敗の好成績。技能賞候補に名前が挙げられたが、受賞はならなかった。8月20日の大相撲秋巡業旭川場所では高安と三番稽古を13番行い、7勝6敗と勝ち越し。1年ぶりの三役復帰の可能性が高かった状況で「そんなに時間もない。しっかりやらなければ」と栃煌山は話した。8月27日、6月19日に滋賀県大津市出身の会社員の女性と婚姻届を提出したことが分かった。9月場所は1年ぶりの三役となる西小結の地位で迎えた。場所2日目の11日に長女が誕生したが、この日を白星で飾ることはできなかった。初日からの4連敗が響く形となり、6勝9敗の負け越しに終わった。11月場所は西前頭2枚目の地位で迎えた。初日からの上位陣との取組に1つも勝てず、中日負け越しを喫した。9日目の荒鷲戦に勝って初日を出し、4勝11敗で場所を終えた。2018年1月場所は序盤から白星を先行させたものの、11日目の阿炎戦で左肩を負傷。「左大胸筋肉離れで全治1カ月」と診断され、翌12日目より休場した。場所成績は6勝6敗3休。翌3月場所は1年ぶりに幕内の二桁の番付となったが、先場所の怪我の影響から場所前に殆ど稽古が出来ず、関取衆との稽古は場所当日にようやくできるという状態であったことが伝えられた。序盤5日間は不戦勝もあって白星を先行させたものの、調整不足は顕著であり6日目から失速。結局5勝10敗と二桁の負け越しとなった。幕内の二桁番付で負け越すのは自身初めてとなる。5月場所は東前頭15枚目まで番付を落としたが、8勝7敗と5場所ぶりの勝ち越し。7月場所前の稽古では、部屋の大関である栃ノ心に対して5分の相撲を取るなど好調が伝えられた。迎えた7月場所は稽古場での好調そのままに序盤から星を伸ばし、11日目を終えた時点で9勝2敗と優勝次点の位置に付けた。しかし12日目、13日目と連敗し、優勝争いから脱落。14日目にはここまで1敗の御嶽海と割が組まれたが、これに敗れて目の前で優勝を決められることになった。それでも千秋楽は小結の玉鷲を破っておよそ1年ぶりの二桁となる10勝を挙げた。東前頭2枚目で迎えた11月場所は、初日からの5日間で1横綱、2大関、2関脇を破る快進撃を見せて序盤戦における主役となった。以降は調子を落として8勝7敗の成績に留まったものの、久しぶりに幕内上位の地位での勝ち越しと金星獲得を達成した。
2019年初場所3日目に稀勢の里に勝利し、横綱から通算6個目の金星を獲得。この敗戦で稀勢の里は、横綱として単独ワーストの8連敗（不戦敗を除く）となり翌日に引退を表明、最後の対戦相手となった。しかし、この場所は13日目に正代に押し出されて負け越しが決まり、結局は6勝9敗に終わった。
場所後の2月11日には自身の結婚披露宴を東京都内で開催。師匠、一門の大関・豪栄道、出羽海一門の親方衆などを始めとして約500人が披露宴に出席。結婚から1年8ヶ月経っての披露宴は、2004年に死去した夫人の父の命日に行われた。弟弟子の栃ノ心からは記念品としてジョージア特産のワインを贈呈され、歌手の藤井フミヤがヒット曲『TRUE LOVE』などを熱唱した。挙式直後の3月場所は東前頭4枚目で迎えたが、初日白星の後8連敗で早くも負け越しが決まってしまう。その後も4連敗を喫するなど絶不調で、3勝12敗と大敗を喫した。翌5月場所は西前頭11枚目に大きく番付を下げたが、6勝4敗で迎えた11日目から5連敗。6勝9敗に終わった。7月場所は東前頭12枚目とした4枚半の地位で場所を通して波に乗れず、5勝10敗と大きく負け越し。9月場所は幕内には下に1枚しかない西前頭16枚目の地位で土俵に上がり、6勝5敗の12日目から4連敗。6勝9敗と負け越し。これにより、新入幕以来74場所守り抜いた幕内の地位を手放すこととなった。11月場所は東十両2枚目で10勝5敗と1場所での幕内復帰を確定させた。12月6日、インフルエンザ感染により冬巡業を離脱。4日の宿舎で同部屋だった碧山は「（栃）煌山関はつらそうだった。寝てるようで寝てない状態だったと思う。熱も40度近く出ていたから」と心配した。このインフルエンザは栃煌山に限らず協会員10人がこの冬巡業で感染を確認されるなど流行している模様であった。約2週間後の18日に両国国技館の診療所で行われる予定の予防接種を待たずして角界がインフルエンザ渦に見舞われる形となった。返り入幕の2020年1月場所は東前頭16枚目で迎え、この場所は中盤に星を稼いで9勝6敗と勝ち越しを決めた。翌春場所は西前頭10枚目で迎えるも、初日から10連敗するなどの不振で3勝12敗で取り終えた。翌7月場所は番付を十両に下げていたが、場所前の7月15日に現役を引退した。

### 引退後
2020年7月15日、現役引退後と年寄・清見潟襲名が発表された。師匠の春日野とともにリモート会見に出席し「一つの区切りがついたと思う。子どもの頃からずっと相撲しかやってきてなかったので、寂しい気持ちはある」と話した。「次に十両に落ちた時は、もう自分の区切りをつけようと思っていたので」と引退した理由について語っており、妻には「やめることになった」と引退を決めたことを簡単に説明したという。部屋の栃ノ心、碧山は最初は寂しそうに「まだまだやれますよ」と惜しんだが次第に引退を受け入れてくれた。指導者としての抱負は「相撲に対して真面目で、我慢強く粘り強さをもった、そういう力士になれるように育てていきたい」と語っていた。
2021年11月10日、2022年1月30日に予定している引退相撲の升席観覧券が、春日野部屋がある墨田区のふるさと納税の返礼品となっていることを明らかにした。報道陣の代表取材に「（返礼品は）相撲に興味を持ってもらう一つのきっかけになればと思った。自分としても縁が深い墨田区の力に少しでもなれれば」と話した。
2022年1月30日に両国国技館で引退相撲が行われた。同学年の13代二所ノ関や前日、29日に断髪式をした14代武隈ら出羽海一門の親方衆はじめ、横綱・照ノ富士、大関・御嶽海、部屋の平幕・栃ノ心らが、はさみを入れた後、最後に師匠の春日野親方が止め鋏を入れた。整髪後、来場したファンに「皆さんが納得するような成績を残せませんでしたが、たくさんの応援のおかげで栃煌山らしい相撲を取ることが出来ました。自分がなし得なかった横綱、大関、優勝できる子を育てるように頑張ります」と決意を語った。
2月4日、協会は清見潟が新型コロナウイルスに感染したと発表。

## 取り口
もろ差し・右四つ・押しが得意である。来歴にあるように、差し身は中学時代には既に自然と身についていた天性のものである。2012年頃までは押し相撲を基調としていたが2013年に入ってからはもろ差しが主体の四つ相撲を取るようになっていった。現役終盤ではほとんど押し相撲を見せることがなくなり、差せなければ相撲にならないほどで、それだけ四つ相撲を徹底していた。栃煌山の場合は体を左右にぶらして右や左を差すのではなく頭で当たってから下から掬い上げるような方法でもろ差しを行う。おっつけも使用するが、これは入門前にはなかった武器で入門後に夜稽古で鍛えたものである。栃煌山はおっつけについて「高校時代までは、当たって体を活かして前に出るだけ。おっつけなんてできませんでした。でも、高校3年生の体験入門の時、ケガで幕下に落ちていた栃乃花関と稽古して、右から強烈におっつけられたんですよ。左肩が外れるかと思ったくらい。驚きましたね」「入門して間もない頃、電話番をしていたら、ケガで十両から序二段に落ちていた栃不動関が、復帰を目指して幕下の棟方さんとおっつけの稽古をしていたんですよ。それを見ていたら、『お前もやるか』と誘われて、教えてもらいました。廻しは締めないで、上半身裸になってでしたけど、あれが今の自分のおっつけの基礎になっていると思います」と後に話している。元隆乃若の尾崎勇気は差し身のうまさについて概して「押す力と最初に差した腕を返すことで相手の上体を起こして差し手争いを制する」と評している。
立合いが決まれば速攻相撲で勝利するが、相手十分の体勢を許すと全く抵抗できずに敗れることが多い。以前は相手の引き技や叩き込みに弱くバッタリと前から落ちることが目立っていた（琴錦はもろ差しに拘りすぎて攻め方がわからなくなるからと指摘している）がその後はそれが多少減り、逆に引きや叩きで勝つこともある（2012年9月場所の白鵬戦での金星など）。同じく2012年頃から差し身のよさを生かした肩透かしも新たな取り口として加わっている。
2013年から2014年頃は白鵬にとったりで負けるパターンが多かったが、裏を返せば横綱にとったりを行わせるほどの当たりの強さを持っていた。同時期の栃煌山は185cmの身長が数値ほど高く見えなくなるようなしっかりとした腰の割り方をしていた。それ以降も、白鵬はなにかと意識があるようであり、2015年11月場所では立ち合いに際して猫騙しを仕掛けたり、翌2016年1月場所から4場所続けて、横綱が変化したり手を出すような、他の力士相手ではあまり見せない立ち合いを見せることもあった。栃煌山は白鵬のかち上げを怖がっている節があった。星取表に現れる特徴としては、序盤の出遅れが目立つ。
ベテランの域に入ってからは立合いから自然と変化する相撲も増えた。2018年から2019年ごろには怪我や馬力の低下が伝えられ、相撲に重みが出なくなったため、四股、すり足、鉄砲、股割りなどの基礎運動を見直して体を作るようにした。同年7月場所では「1歩目はよくなってきたんですけど、まだ2歩目以降でなかなか力が（相手に）伝わらない」とこぼしていた。
現役時代は師匠から「やりすぎだ」と怒られるほど稽古をしていた。そこまで熱心に稽古していた理由として、運動音痴な自分だからこそ好きで始めた相撲は強くなりたかったという気持ちがある。また、引退後に相撲の幅の狭さ、取り口の柔軟性の低さを自覚するところを語っていた。

## 合い口
（以下は最高位が横綱・大関の現役力士）
- 大関・霧島には1勝1敗。いずれも霧島が入幕直後の対戦である。
- 元大関・髙安には20勝8敗（不戦勝1を含む）。髙安の大関昇進後は2勝2敗。
- 元大関・朝乃山には3勝2敗。朝乃山の大関在位中での対戦はなし。
- 元大関・正代には2勝6敗。いずれも正代の大関昇進前の対戦である。
- 元大関・御嶽海には2勝7敗。いずれも御嶽海の大関昇進前の対戦である。

（以下は最高位が横綱・大関の引退力士）
- 元横綱・朝青龍には4戦全敗。
- 元横綱・白鵬には2勝38敗。白鵬の大関在位中は1敗、横綱昇進後は2勝37敗。平成24年9月場所と平成27年7月場所で勝利した。
- 元横綱・日馬富士には8勝26敗（不戦敗1を含む）。日馬富士の大関在位中は6勝6敗、横綱昇進後は2勝20敗。(不戦敗1を含む)。最後の勝利は、平成26年11月場所。決まり手は押し倒し。
- 元横綱・鶴竜には21勝24敗。鶴竜の大関在位中は6勝6敗、横綱昇進後は6勝7敗。
- 元横綱・稀勢の里には17勝26敗。稀勢の里の大関在位中は10勝16敗、横綱昇進後は3勝1敗。最後の勝利は平成31年1月場所。決まり手は寄り切り。稀勢の里の現役最後の対戦相手になった。
- 元横綱・照ノ富士には5勝9敗（不戦勝1を含む）
- 元大関・千代大海には3勝1敗と勝ち越した。
- 元大関・出島とは、出島の大関陥落後に対戦して2勝1敗。
- 元大関・雅山とは、雅山の大関陥落後に対戦して4勝7敗。
- 元大関・魁皇には1勝9敗。
- 元大関・琴欧洲には13勝10敗（不戦勝1を含む）。琴欧洲の大関在位中は11勝10敗（不戦勝1を含む)。
- 元大関・琴光喜には1勝7敗。琴光喜の大関在位中は1勝5敗。2010年3月場所に上手投げで勝ったのが唯一の勝利。
- 元大関・把瑠都には2勝16敗。把瑠都の大関在位中は1勝7敗。
- 元大関・琴奨菊には20勝22敗。琴奨菊の大関在位中は12勝11敗。
- 元大関・豪栄道には14勝23敗（不戦敗1を含む）。豪栄道の大関昇進後は3勝13敗。
- 元大関・貴景勝には2勝6敗。いずれも貴景勝の大関昇進前の対戦である。

### 幕内対戦成績
| 力士名   | 勝数 | 負数 | 力士名   | 勝数  | 負数  | 力士名     | 勝数  | 負数 | 力士名   | 勝数  | 負数 |
| -------- | ---- | ---- | -------- | ----- | ----- | ---------- | ----- | ---- | -------- | ----- | ---- |
| 碧山     | 1    | 0    | 朝青龍   | 0     | 4     | 朝赤龍     | 6     | 1    | 朝乃山   | 3     | 2    |
| 東龍     | 2    | 1    | 阿炎     | 0     | 3     | 安美錦     | 26(2) | 9    | 荒鷲     | 2     | 1    |
| 阿覧     | 2    | 10   | 勢       | 11    | 7     | 石浦       | 2     | 4    | 逸ノ城   | 9     | 6    |
| 市原     | 0    | 1    | 岩木山   | 8     | 2     | 潮丸       | 1     | 0    | 宇良     | 1     | 0    |
| 遠藤     | 7    | 3    | 炎鵬     | 1     | 2     | 皇司       | 1     | 0    | 阿武咲   | 3     | 4    |
| 大砂嵐   | 1    | 2    | 隠岐の海 | 12(1) | 14    | 魁皇       | 1     | 9    | 魁聖     | 13    | 6    |
| 海鵬     | 2    | 1    | 臥牙丸   | 2     | 5     | 輝         | 4     | 4    | 垣添     | 4     | 5    |
| 鶴竜     | 21   | 24   | 春日王   | 5     | 0     | 稀勢の里   | 17    | 26   | 北桜     | 1     | 0    |
| 北太樹   | 10   | 2    | 旭秀鵬   | 3     | 0     | 旭大星     | 1     | 0    | 旭天鵬   | 9     | 14*  |
| 霧馬山   | 1    | 1    | 豪栄道   | 14    | 23(1) | 光龍       | 4     | 0    | 黒海     | 5     | 3    |
| 琴恵光   | 1    | 3    | 琴欧洲   | 13(1) | 10    | 琴奨菊     | 20    | 22   | 琴光喜   | 1     | 7    |
| 琴勇輝   | 5(1) | 3    | 佐田の海 | 5     | 7     | 佐田の富士 | 3     | 0    | 志摩ノ海 | 2     | 0    |
| 霜鳳     | 2    | 1    | 十文字   | 1     | 0     | 正代       | 2     | 6    | 翔天狼   | 0     | 1    |
| 松鳳山   | 13   | 14   | 蒼国来   | 2     | 0     | 大奄美     | 2     | 1    | 大栄翔   | 1     | 5    |
| 大翔鵬   | 0    | 3    | 大翔丸   | 1     | 2     | 大道       | 1     | 0    | 貴景勝   | 2     | 6    |
| 貴源治   | 2    | 0    | 貴ノ岩   | 4     | 2     | 高見盛     | 9     | 3    | 髙安     | 20(1) | 8    |
| 宝富士   | 11   | 11   | 豪風     | 14    | 10    | 玉飛鳥     | 1     | 0    | 玉春日   | 3     | 1    |
| 玉乃島   | 4    | 7    | 玉鷲     | 14    | 3     | 千代鳳     | 4     | 0    | 千代翔馬 | 7     | 0    |
| 千代大海 | 3    | 1    | 千代大龍 | 3     | 8     | 千代皇     | 1     | 0    | 千代の国 | 4     | 5    |
| 千代白鵬 | 0    | 3    | 千代丸   | 5     | 2     | 剣翔       | 1     | 1    | 出島     | 2     | 1    |
| 照強     | 1    | 3    | 照ノ富士 | 5(1)  | 9     | 天鎧鵬     | 1     | 0    | 時津海   | 1     | 1    |
| 時天空   | 12   | 5    | 徳勝龍   | 5     | 1     | 徳瀬川     | 1     | 0    | 土佐ノ海 | 4     | 2(1) |
| 土佐豊   | 3    | 1    | 友風     | 1     | 0     | 豊ノ島     | 17    | 10   | 豊響     | 11    | 5    |
| 錦木     | 3    | 4    | 白馬     | 2     | 2     | 白鵬       | 2     | 38   | 白露山   | 3     | 1    |
| 把瑠都   | 2    | 16   | 日馬富士 | 8     | 26(1) | 英乃海     | 1     | 0    | 富士東   | 0     | 1    |
| 武州山   | 4    | 1    | 普天王   | 2     | 2     | 豊真将     | 13    | 4    | 北勝力   | 2     | 4    |
| 北勝富士 | 3    | 5    | 将司     | 2     | 2     | 舛ノ山     | 1     | 0    | 御嶽海   | 2     | 7    |
| 雅山     | 4    | 7    | 妙義龍   | 15    | 14    | 明生       | 1     | 0    | 猛虎浪   | 0     | 1    |
| 矢後     | 1    | 1    | 豊山     | 2     | 4(1)  | 嘉風       | 15(1) | 18   | 龍皇     | 1     | 0    |
| 竜電     | 2    | 0    | 露鵬     | 1     | 3     | 若麒麟     | 2     | 1    | 若荒雄   | 3     | 2    |
| 若の里   | 6    | 1    | 若ノ鵬   | 0     | 2     |            |       |      |          |       |      |

- 他に優勝決定戦で、旭天鵬に1敗がある。

## 略歴
- 2005年（平成17年）1月場所‐初土俵
- 2005年（平成17年）11月場所‐三段目優勝（全勝、このとき豪栄道は幕下優勝）
- 2006年（平成18年）9月場所‐新十両（初土俵から所要10場所のスピード記録）
- 2007年（平成19年）1月場所‐十両優勝同点（優勝は豊響）
- 2007年（平成19年）3月場所‐新入幕（敢闘賞を受賞）
- 2009年（平成21年）3月場所‐技能賞
- 2009年（平成21年）5月場所‐新小結
- 2010年（平成22年）9月場所‐新関脇（2度目の技能賞を受賞）
- 2012年（平成24年）5月場所‐幕内最高優勝同点（優勝は旭天鵬）、2度目の敢闘賞を受賞
- 2012年（平成24年）9月場所‐殊勲賞、初金星
- 2015年（平成27年）7月場所 - 殊勲賞（2度目）

## エピソード

### 取組関連
- 同郷の先輩に土佐ノ海がおり、土佐ノ海とそのライバルである武双山に憧れたことも相撲に取り組む大きな要因の一つとなった。中学時代には帰省していた土佐ノ海に稽古を付けてもらったこともある。栃煌山が新入幕を果たした2007年3月場所では、同じ前頭14枚目で栃煌山（東）と土佐ノ海（西）が並んだ。
- 2009年3月場所12日目、把瑠都に豪快に吊り上げられた後、全く反撃出来ずに静止したまま土俵外に出されてしまう。当日、NHK大相撲中継で解説を務めていた北の富士勝昭は、その姿を見て「吊られっ放しでいないでもっと抵抗しないと!シャケ（鮭）じゃないんだから…」と評し、冗談交じりに苦言を呈した。これ以来栃煌山はインターネット上で「シャケ」と揶揄されるようになってしまい、2020年7月28日に向正面解説者の清見潟親方として登場した際、正面解説席の北の富士はこの発言を侘びたが、本人は「現役時代は厳しいことを言ってもらううちが華だなと思っていました」と、ほほ笑みながら感謝した[1]。なお、北の富士は同じくNHK大相撲中継で解説を務めていた2020年11月場所10日目に翔猿が照ノ富士に豪快な吊り出しで敗れた際にも栃煌山を引き合いに出した上で翔猿を「塩ザケのつり身」と評している[45]。
- 2012年9月場所10日目に白鵬に勝利して金星を獲得したが、もしこの勝利がなければ白鵬と日馬富士による史上初の2場所連続同じ力士による全勝相星決戦だった[46]。
- 2013年5月場所4日目に稀勢の里戦で、待ったが3度あり4度目で立合いが成立した。取組後、両者は審判部に呼ばれ、朝日山（元大関・大受）審判長から厳重注意を受けた。朝日山審判長は「稀勢の里が立ち渋っていた」と話した[47]。
- 2013年10月23日付で同年秋巡業の出雲場所を休場することがTwitterの日本相撲協会公式アカウントによって報告されたが[48]翌日の島根日日新聞には「出雲巡業で隠岐の海と取組を行った。」と写真付きで誤報された[49]。
- 2014年1月場所5日目の豪栄道戦では豪栄道の髷に小指が引っ掛かったが慌てて抜いて最後は押し出して勝った。栃煌山は「髷が引っ掛かったのは初めて。もし物言いがついたら負けになった。相手の足腰が強くて倒れなかったからよかった。」と述べていた[50]。
- 2017年11月場所5日目の白鵬戦では、白鵬が時間前に立つという珍しい場面が見られた。時間いっぱいでの立合いでは白鵬が右かち上げから押し込み、いなしてから押し出し。土俵の外で完全に力を抜いた栃煌山は白鵬に無用な駄目押しをされてしまった[51]。
- 第72代横綱・稀勢の里とは同じ「花のロクイチ組」（学年は同期生だが、栃煌山は1987年3月の早生まれ）で、幕内では43回対戦し成績は栃煌山の17勝26敗。互いに優勝争いで敗れた2012年5月場所では千秋楽後に互いに声を掛け合って翌日朝まで飲み明かしたり、巡業先でも共に食事に出かけるなど親交がある。2019年1月場所3日目、当たってからもろ差しで投げで崩して寄り切り、横綱稀勢の里から3個目の金星を獲得。翌4日目に稀勢の里が現役引退を表明、栃煌山が最後の取組相手となったことに「何とも言えない気持ちですね。基本、勝負は勝負。当たりが弱かったとかはなかった。でも最後はスッと（土俵）出たというか…土俵際の突き落としがある人なんで」と振り返りつつ、「自分が新十両の時（稀勢の里）はもう小結で、その時から意識する存在でした。巡業ではよく稽古しましたからね」と懐かしんだ。「（稀勢の里と）やる時は本当に気合も入るし、やり甲斐のある相手でした。それが、もうやれないのは…」と寂しそうに語っていた[52]。

### 懸賞金関連
- 2010年7月場所11日目に魁皇が休場し、栃煌山自身に1本だけ思いがけず舞い込んだ懸賞金で、十両昇進がほぼ決定していた栃乃若へお祝いに帯を買ってあげた[53]。
- 2015年1月場所初日には結びの一番となる白鵬戦を務め、その際には両者合わせて場所初日として史上最高となる50本の懸賞金が設定された（突き落としで黒星）[54]。
- 2017年5月場所9日目の稀勢の里戦で金星を奪った際、同時に43本もの懸賞金を獲得。この日は折しも春日野の55歳の誕生日であり、絶好のプレゼントの軍資金になった[55]。

### その他
- 昔は元十両の四ツ車がいたが、彼の苗字は山影であり、非常にわかりにくい。（実際に幕下で四ツ車と栃煌山が並んだことがある）
- 小さな頃に家で鍋料理を食べていた時、生きた大きなエビが栃煌山の顔に飛んで来るハプニングに見舞われて以降、それがトラウマとなりエビを食べられないという。
- ファンに対しての態度は優しく、ファンサービスの良さには定評がある。
- 現役時代は大の運動音痴であり、キャッチボールができず、サッカーではPKを空振りし、ボウリングのスコアは50点から60点が精一杯であった。これに関して栃煌山は「相撲があって良かった」と心の底から言っている[56]。一説には「体育の評定が『2』じゃとても大学への推薦は認められない」と大学入学に支障が出たため高卒で角界入りしたという話もある。
- 2017年3月9日に30歳の誕生日を迎えたが、後援者などから前年の誕生日よりも多くのケーキが贈られた。「クリスマスより多かった。１週間、食べ続けました」。初場所後、地元の高知で行われた激励会には、前年に行った激励会より多くの人が集まった。ベテラン力士としての人気を表すエピソードである[57]。
- 2016年に描いて日刊スポーツの企画で採用された絵日記は寿司がお好み焼きに見えるほど下手であったが、15代木村庄太郎の指導によりそれなりに上手く書けるようになった[58]。
- 2017年10月26日に秋巡業広島場所が行われ、そこで栃煌山は新しいサインを練習し始めた。これまでは全体的に丸みを帯びていたが、新サインは「角」を意識。この日の時点ではまだまだ練習中で、披露した字にはぎこちなさが残るが「どっしり感を出したい」と話した。以前、師匠の春日野から「角張ったサインを教えてもらえ」と言われたことがあった。助言を送った部屋の三役格行司の木村庄太郎は「下（の山）が平らな方が安定感がある」と言う[59]。
- 新型コロナウイルス感染拡大によって導入されたリモート取材に関して、2020年9月場所に「もし自分が現役なら?」と聞かれた際、「はい。自分は負けるとぶすっとしていたけど、しゃべるのも仕事のうちだと思っていましたから。聞かれたら必ず答えていましたよね?」と全面的に肯定する立場を示した[60]。
- 髪質は天然パーマで、断髪式後の整髪も、それを生かした髪型となっている。
- 23歳10ヶ月で年寄名跡を取得するなどタニマチには恵まれており、自身の現役時代の春日野部屋における彼を凌ぐ金持ちは大関時代の栃ノ心ぐらいと言われた。
- 趣味は読書。特に武道関連の本が好きで、愛読書は『月刊秘伝』。同誌2016年2月号にはインタビュー記事が掲載されており、引退直後にはWeb版のアーカイブが公開された[61]。
- 栃煌山が引退後に襲名した年寄清見潟は過去に12人いたものの、いずれも（初代の清見潟又蔵から3代の小森野又市の最高位番付が不明なのを除けば）現役時代に横綱はおろか、三役経験した力士は一人もいない為[注釈 4]、栃煌山は三役経験者初の年寄清見潟となる。本人は全く「三役以上経験者が襲名していなかった名跡」であったことを気にしていないとのこと。

## 主な成績

### 通算成績
- 通算成績：661勝598敗19休（91場所）
- 通算勝率：.526
- 幕内成績：573勝563敗19休（77場所）
- 幕内勝率：.507
- 三役在位：25場所（関脇11場所、小結14場所）
- 十両成績：38勝22敗

### 各段優勝
- 三段目優勝：1回（2005年11月場所）

### 三賞・金星
- 三賞：6回
  - 殊勲賞：2回（2012年9月場所、2015年7月場所）
  - 敢闘賞：2回（2007年3月場所、2012年5月場所）
  - 技能賞：2回（2008年3月場所、2010年9月場所）
- 金星：6個
  - 白鵬1個（2012年9月場所）、日馬富士1個（2014年11月場所）、鶴竜1個（2016年7月場所）、稀勢の里3個（2017年5月場所、2018年11月場所、2019年1月場所）

### 場所別成績
| | 一月場所 初場所（東京） | 三月場所 春場所（大阪） | 五月場所 夏場所（東京） | 七月場所 名古屋場所（愛知） | 九月場所 秋場所（東京） | 十一月場所 九州場所（福岡） |
| --- | ----------------------- | ----------------------- | ----------------------- | --------------------------- | ----------------------- | --------------------------- |
| 2005年 （平成17年） | （前相撲）              | 東序ノ口31枚目 6–1      | 東序二段61枚目 6–1      | 東三段目93枚目 6–1          | 東三段目36枚目 5–2      | 西三段目12枚目 優勝 7–0     |
| 2006年 （平成18年） | 西幕下12枚目 4–3        | 西幕下7枚目 5–2         | 西幕下3枚目 5–2         | 東幕下筆頭 6–1              | 東十両11枚目 9–6        | 西十両7枚目 9–6             |
| 2007年 （平成19年） | 西十両2枚目 10–5        | 東前頭14枚目 11–4 敢    | 西前頭4枚目 6–9         | 東前頭7枚目 4–6–5           | 西前頭13枚目 7–8        | 東前頭15枚目 7–8            |
| 2008年 （平成20年） | 東前頭15枚目 8–7        | 東前頭12枚目 11–4 技    | 東前頭5枚目 5–10        | 東前頭11枚目 9–6            | 西前頭6枚目 6–9         | 東前頭9枚目 6–9             |
| 2009年 （平成21年） | 東前頭12枚目 10–5       | 西前頭2枚目 8–7         | 西小結 6–9              | 東前頭2枚目 2–13            | 東前頭12枚目 11–4       | 東前頭3枚目 5–10            |
| 2010年 （平成22年） | 東前頭10枚目 8–7        | 東前頭6枚目 11–4        | 西小結 7–8              | 東前頭筆頭 9–6              | 西関脇 11–4 技          | 東関脇 7–8                  |
| 2011年 （平成23年） | 東小結 6–9              | 八百長問題 により中止   | 西前頭2枚目 4–11        | 東前頭10枚目 10–5           | 西前頭3枚目 7–8         | 西前頭4枚目 5–6–4           |
| 2012年 （平成24年） | 東前頭8枚目 11–4        | 西小結 5–10             | 東前頭4枚目 12–3 敢     | 西関脇 4–11                 | 東前頭5枚目 9–6 殊★     | 西前頭筆頭 10–5             |
| 2013年 （平成25年） | 東小結 8–7              | 東小結 10–5             | 東小結 6–9              | 東前頭2枚目 10–5            | 東小結 8–7              | 西関脇 7–8                  |
| 2014年 （平成26年） | 西小結 11–4             | 西関脇2 9–6             | 西関脇 10–5             | 西関脇 2–6–7                | 東前頭8枚目 11–4        | 東前頭筆頭 8–7 ★            |
| 2015年 （平成27年） | 西小結 7–8              | 東前頭筆頭 10–5         | 東小結 8–7              | 東関脇 10–5 殊              | 東関脇 8–7              | 東関脇 8–7                  |
| 2016年 （平成28年） | 東関脇 7–8              | 東小結 4–11             | 東前頭5枚目 8–7         | 西前頭筆頭 8–7 ★            | 西小結 7–8              | 東前頭筆頭 6–9              |
| 2017年 （平成29年） | 東前頭4枚目 3–12        | 西前頭10枚目 10–5       | 東前頭4枚目 6–9 ★       | 西前頭5枚目 12–3            | 西小結 6–9              | 西前頭2枚目 4–11            |
| 2018年 （平成30年） | 東前頭8枚目 6–6–3       | 東前頭11枚目 5–10       | 東前頭15枚目 8–7        | 東前頭13枚目 10–5           | 西前頭7枚目 8–7         | 東前頭2枚目 8–7 ★           |
| 2019年 （平成31年 /令和元年） | 東前頭筆頭 6–9 ★        | 東前頭4枚目 3–12        | 西前頭11枚目 6–9        | 東前頭12枚目 5–10           | 西前頭16枚目 6–9        | 東十両2枚目 10–5            |
| 2020年 （令和2年） | 東前頭16枚目 9–6        | 西前頭10枚目 3–12       | 感染症拡大 により中止   | 西十両2枚目 引退 –          | x                       | x                           |
| 各欄の数字は、「勝ち-負け-休場」を示す。 優勝 引退 休場 十両 幕下 三賞：敢=敢闘賞、殊=殊勲賞、技=技能賞 その他：★=金星 番付階級：幕内 - 十両 - 幕下 - 三段目 - 序二段 - 序ノ口 幕内序列：横綱 - 大関 - 関脇 - 小結 - 前頭（「#数字」は各位内の序列） |                         |                         |                         |                             |                         |                             |

## 改名歴
力士
- 影山 雄一郎（かげやま ゆういちろう）2005年1月場所 - 2006年7月場所
- 栃煌山 雄一郎（とちおうざん - ）2006年9月場所 - 2020年7月場所

年寄
- 清見潟 雄一郎（きよみがた ゆういちろう）2020年7月15日 -

## 出演
- 日曜劇場「ノーサイド・ゲーム」第3話（2019年7月29日、TBS）